# Sistema fluvial de los ríos Irati, Urrobi y Erro
Sistema fluvial de los ríos Irati, Urrobi y Erro este o arie protejată (arie specială de conservare — SAC, sit de importanță comunitară — SCI) din Spania întinsă pe o suprafață de 1.101,04 ha, integral pe uscat.

## Localizare
Centrul sitului Sistema fluvial de los ríos Irati, Urrobi y Erro este situat la coordonatele 42°44′38″N 1°22′12″W / 42.7438°N 1.3701°V.

## Înființare
Situl Sistema fluvial de los ríos Irati, Urrobi y Erro a fost declarat sit de importanță comunitară în martie 1999 pentru a proteja 20 de specii de animale. Situl a fost protejat și ca arie specială de conservare în august 2014.

## Biodiversitate
Situată în ecoregiunile alpină și mediteraneană, aria protejată conține 18 habitate naturale: Mlaștini turboase de tranziție și turbării mișcătoare, Râuri de munte și vegetația lor lemnoasă cu Salix elaeagnos, Păduri pe pante, grohotișuri și ravene de Tilio-Acerion, Liziere de ierburi înalte hidrofile de câmpie și de nivel montan până la alpin, Galerii de Salix alba și de Populus alba, Lacuri eutrofice naturale cu vegetație de tip Magnopotamion sau Hydrocharition, Pajiști cu Molinia pe soluri calcaroase, turboase sau argilos-nămoloase (Molinion caeruleae), Cursuri de apă de la nivel de câmpie la nivel montan, cu vegetație Ranunculion fluitantis și Callitricho-Batrachion, Peșteri inaccesibile publicului, Râuri cu maluri nămoloase cu vegetație de Chenopodion rubri p.p. și Bidention p.p., Fânețe de joasă altitudine (Alopecurus pratensis, Sanguisorba officinalis), Pante stâncoase calcaroase cu vegetație casmofită, Matorral arborescenți cu Juniperus spp., Păduri aluvionare cu Alnus glutinosa și Fraxinus excelsior (Alno-Padion, Alnion incanae, Salicion albae), Lande oro-mediteraneene cu formațiuni endemice de grozamă, Păduri de fag acidofile atlantice, cu subarboret de Ilex și, uneori, de asemenea, Taxus, la nivelul arbuștilor (Quercion robori-petraeae sau Ilici-Fagenion), Pajiști uscate seminaturale și facies de acoperire cu tufișuri pe substraturi calcaroase (Festuco-Brometalia) (* situri importante pentru orhidee), Păduri de Quercus ilex și Quercus rotundifolia.
La baza desemnării sitului se află mai multe specii protejate:
- păsări (6): pescăruș albastru (Alcedo atthis), rață mare (Anas platyrhynchos), stârc cenușiu (Ardea cinerea), mierla de apă (Cinclus cinclus), găinușă de baltă (Gallinula chloropus), Phalacrocorax carbo sinensis
- mamifere (7): castor (Castor fiber), Galemys pyrenaicus, vidră de râu (Lutra lutra), liliac cu aripi lungi (Miniopterus schreibersii), nurcă (Mustela lutreola), liliacul mare cu potcoavă (Rhinolophus ferrumequinum), liliacul mic cu potcoavă (Rhinolophus hipposideros)
- nevertebrate (4): Coenagrion mercuriale, Euplagia quadripunctaria, Gomphus graslinii, rădașcă (Lucanus cervus)
- pești (2): Cobitis calderoni, Parachondrostoma miegii
- reptile (1): țestoasa de baltă (Emys orbicularis)

Pe lângă speciile protejate, pe teritoriul sitului au mai fost identificate 3 specii de amfibieni, 2 specii de pești.